# Круснелль, Оскар
Оскар Круснелль (швед. Oscar Krusnell; род. 17 февраля 1999, Стокгольм, Швеция) — шведский футболист, защитник клуба «Хёугесунн».

## Клубная карьера
Начал заниматься футболом в клубе «Энскеде», из которого он в 13-летнем возрасте попал в академию столичного АИК. Летом 2015 года Круснелль перебрался в английский «Сандерленд», с которым подписал трёхлетний контракт, став первым игроком академии АИК, перебравшимся напрямую заграницу. В Англии выступал за клуб в молодёжных турнирах.
10 августа 2017 года вернулся в Швецию, где подписал контракт на три года с «Хаммарбю». 21 августа дебютировал за основной состав в чемпионате Швеции в матче с «Эребру», заменив в конце встречи Матса Солхейма. Сезон 2019 года провёл на правах аренды во «Фрее» и «Тим Торене», а в 2020 году выступал за «Фрей».
30 декабря 2020 года на правах свободного агента перешёл в «Броммапойкарну». Первую игру за новый клуб провёл 2 апреля 2021 года в матче первого дивизиона с «Карлстадом». По итогам сезона «Броммапойкарна» поднялась в Суперэттан. В сезоне 2022 года провёл 25 матчей и забил один мяч и вместе с командой вышел в Алльсвенскан.
27 февраля 2023 года подписал четырёхлетний контракт с норвежским клубом «Хёугесунн». 10 апреля дебютировал в Чемпионате Норвегии в матче против клуба «Бранн».

## Карьера в сборной
Выступал за юношескую сборную Швеции. В 2016 году первоначально попал в заявку команды на финальную часть чемпионата Европы в Азербайджане, но из-за травмы на турнир не поехал.
В 2017 году получил вызов в сборную до 19 лет. Дебютировал в её составе 6 июня в товарищеской встрече с Венгрией.

## Достижения
Броммапойкарна:
- Победитель Суперэттана: 2022

## Клубная статистика
| Выступление      | Выступление      | Выступление      | Лига | Лига | Кубки | Кубки | Итого | Итого |
| Клуб             | Лига             | Сезон            | Игры | Голы | Игры  | Голы  | Игры  | Голы  |
| ---------------- | ---------------- | ---------------- | ---- | ---- | ----- | ----- | ----- | ----- |
| Хаммарбю         | Алльсвенскан     | 2017             | 4    | 0    | 0     | 0     | 4     | 0     |
| Хаммарбю         | Алльсвенскан     | 2018             | 1    | 0    | 1     | 0     | 2     | 0     |
| Хаммарбю         | Итого            | Итого            | 5    | 0    | 1     | 0     | 6     | 0     |
| → Фрей           | Суперэттан       | 2019             | 3    | 0    | 3     | 0     | 6     | 0     |
| → Фрей           | Дивизион 1       | 2020             | 26   | 1    | 0     | 0     | 26    | 1     |
| → Фрей           | Итого            | Итого            | 29   | 1    | 3     | 0     | 32    | 1     |
| Тим Торен        | Дивизион 1       | 2019             | 12   | 2    | 0     | 0     | 12    | 2     |
| Тим Торен        | Итого            | Итого            | 12   | 2    | 0     | 0     | 12    | 2     |
| Броммапойкарна   | Дивизион 1       | 2021             | 27   | 2    | 2     | 0     | 29    | 2     |
| Броммапойкарна   | Суперэттан       | 2022             | 23   | 1    | 2     | 0     | 25    | 1     |
| Броммапойкарна   | Итого            | Итого            | 50   | 3    | 4     | 0     | 54    | 3     |
| Хёугесунн        | Элитсерия        | 2023             | 22   | 1    | 1     | 0     | 23    | 1     |
| Хёугесунн        | Итого            | Итого            | 22   | 1    | 1     | 0     | 23    | 1     |
| Всего за карьеру | Всего за карьеру | Всего за карьеру | 118  | 6    | 9     | 0     | 127   | 6     |